# Røde lagner
|  | Denne artikel er oprettet af botten Steenthbot ud fra en ekstern database. Den kan derfor have sproglige fejl eller mangler. Denne skabelon kan fjernes efter kontrol af indholdet. |

Røde lagner er en dansk kortfilm fra 2014 instrueret af Jesper Mark Hansen og efter manuskript af Jesper Mark Hansen og Kristian Pedersen.

## Handling
To kvinder, en tjener og en middag. En helt almindelig situation med fælles affektion bliver til en magtkamp mellem de to kvinder, som ikke har et helt almindeligt forhold.